# Rebecca Joyce
Pour les articles homonymes, voir Joyce.
Rebecca Joyce est une rameuse australienne née le 12 septembre 1970 à Melbourne.

## Biographie
Elle dispute les épreuves d'aviron aux Jeux olympiques d'été de 1996 à Atlanta où elle remporte une médaille de bronze en deux de couple poids légers.

## Palmarès

### Jeux olympiques
- Jeux olympiques d'été de 1996 à Atlanta
  -  Médaille de bronze en deux de couple poids légers[1]

### Championnats du monde
- Championnats du monde d'aviron 1990 en Tasmanie
  -  Médaille d'argent
- Championnats du monde d'aviron 1995 à Tampere
  -  Médaille d'or